# Josef Büscher
Josef Büscher (* 10. März 1918 in Sterkrade; † 19. September 1983 in Gelsenkirchen) war ein deutscher Schriftsteller, der in der Arbeiterliteratur des Ruhrgebiets eine große Rolle gespielt hat.

## Leben und Wirken
Josef Büscher war der Sohn eines Bergmanns. Von 1930 bis 1937 besuchte er das Jungengymnasium in Bottrop. Nach dem Abitur begann er ein Bergbaustudium, das er bei Kriegsbeginn 1939 abbrechen musste. Nach einer Verwundung während des Frankreichfeldzugs wurde er aus dem Militärdienst entlassen, 1941 allerdings reaktiviert. 1945 kehrte er aus amerikanischer Kriegsgefangenschaft ins Ruhrgebiet zurück, wo er auf einer Zeche in Oberhausen als Hauer arbeitete. 1951 wurde seine Untauglichkeit für die Arbeit unter Tage festgestellt, und Büscher wechselte als Lohnbuchhalter zur Verwaltung einer Zeche in Gelsenkirchen, wo er bis zu seiner Pensionierung im Jahre 1973 tätig war. Büscher war Mitglied der SPD, in welcher er lange Zeit als Schriftführer und Bildungsobman tätig war.
Josef Büscher verfasste sozialkritische Gedichte, Erzählungen und Theaterstücke. Nachdem er seit 1960 Mitarbeiter der von der Anti-Atomtod-Bewegung herausgegebenen Zeitschrift Volkskunst in Aktion gewesen war, gehörte er 1961 zu den Gründungsmitgliedern der Dortmunder Gruppe 61. Mit seinen Texten unterstützte er den Kampf der Arbeiter gegen Ausbeutung und Entrechtung. Ab 1965 hatte er Kontakte zur Bewegung Schreibender Arbeiter in der DDR, die u. a. in Ost-Berlin, Leipzig und Halle Lesungen mit ihm veranstaltete. 1966 verließ er die Gruppe 61 wegen deren angeblich zunehmend bürgerlicher Ausrichtung. 
Neben seinem eigenen schriftstellerischen Wirken war es Josef Büscher wichtig, auch andere Arbeiter zum Schreiben anzuleiten, damit sie über ihr Leben in Arbeit und Alltag authentisch berichten konnten. Deshalb engagierte er sich ab 1967 in Schreibschulen der Volkshochschule in Gelsenkirchen und in „Literarischen Werkstätten“ wie beispielsweise in der VHS Marl insel; anfangs zusammen mit Norbert Kühne.  1970 gehörte Büscher zu den Gründern des Werkkreises Literatur der Arbeitswelt. Der Gelsenkirchener Schriftsteller Klaus-Peter Wolf sagt, Büscher sei sein eigentlicher Lehrer gewesen.

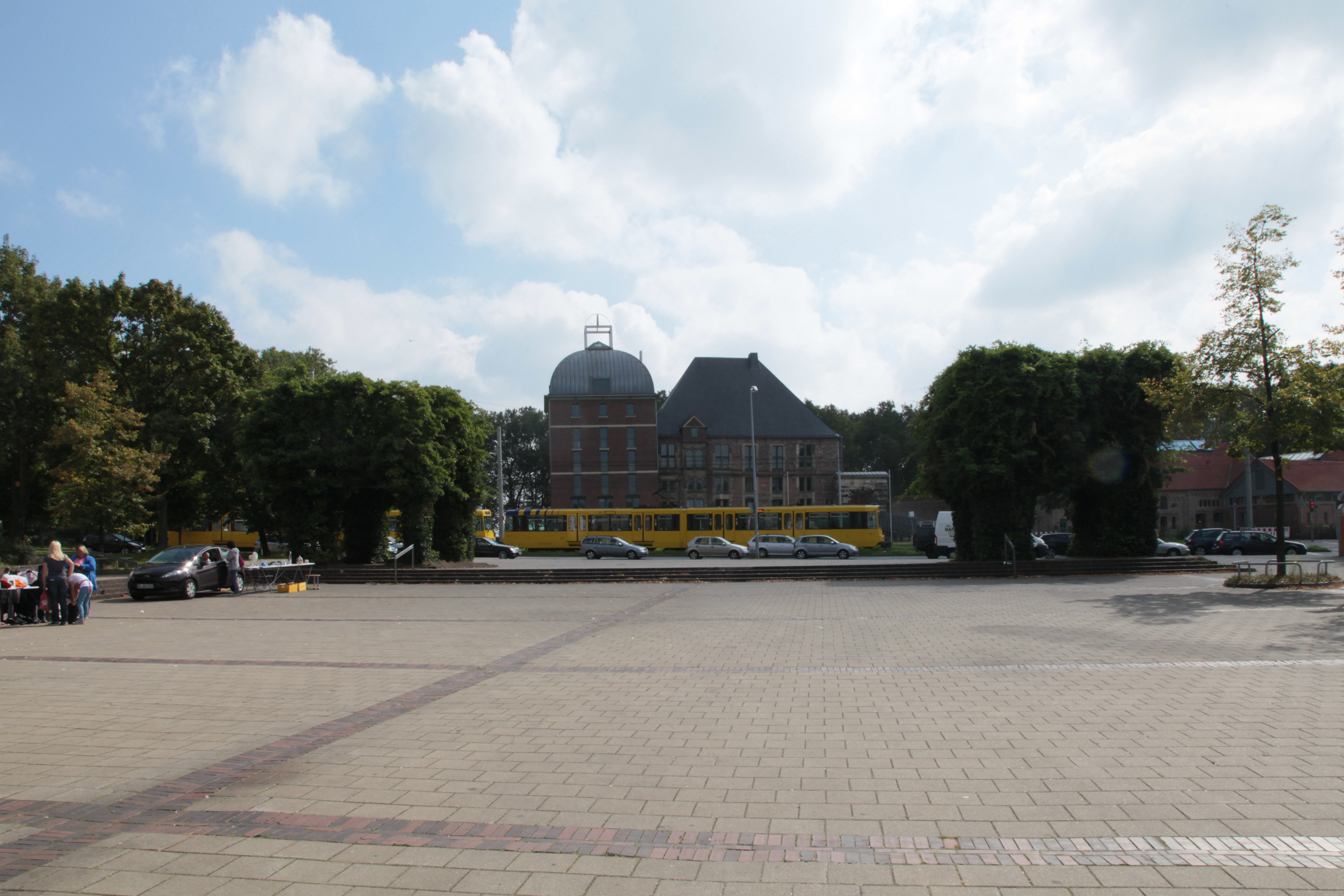
Blick vom Josef-Büscher-Platz nach Südosten zum Schloss Horst

Josef Büscher starb am 19. September 1983 im Alter von 65 Jahren in Gelsenkirchen. Sein literarischer Nachlass befindet sich im Fritz-Hüser-Institut für Literatur und Kultur der Arbeitswelt in Dortmund. Das Findbuch ist online abrufbar.

### Gedenken
In Gelsenkirchen-Horst ist der Josef-Büscher-Platz nach ihm benannt. 
Am Tag vor seinem 100. Geburtstag im März 2018 veröffentlichte die Westdeutsche Allgemeine Zeitung einen biografischen Artikel über Josef Büscher. Auch die Stadt Gelsenkirchen würdigte Büscher aus demselben Anlass mit einem Beitrag auf ihrer Website. Darin wurde angekündigt, dass das städtische Institut für Geschichte und das Fritz-Hüser-Institut gemeinsam Büschers Nachlass aufarbeiten und verzeichnen würden, um sein Werk der Forschung besser zugänglich zu machen.

## Werke (Auswahl)
- Auf allen Straßen, Dülmen/Westf. 1964.
- Gedichte, Recklinghausen 1965.
- Bergarbeiterdichtung, Oberhausen 1969 (zusammen mit Kurt Küther und Richard Limpert)
- Stechkarten, Oberhausen 1971.
- Sie erkannten ihre Macht, Oberhausen 1976.
- Zwischen Tackenberg und Rothebusch, Oberhausen 1978.